# Liste der Kulturdenkmale in Behrensdorf (Ostsee)
In der Liste der Kulturdenkmale in Behrensdorf (Ostsee) sind alle Kulturdenkmale der schleswig-holsteinischen Gemeinde Behrensdorf (Ostsee) (Kreis Plön) und ihrer Ortsteile aufgelistet (Stand: 10. März 2025).

## Legende
In den Spalten befinden sich folgende Informationen:
- Objekt-ID: die Nummer des Kulturdenkmales
- Lage: die Adresse des Kulturdenkmales und die geographischen Koordinaten. Kartenansicht, um Koordinaten zu setzen. In der Kartenansicht sind Kulturdenkmale ohne Koordinaten mit einem roten Marker dargestellt und können in der Karte gesetzt werden. Kulturdenkmale ohne Bild sind mit einem blauen Marker gekennzeichnet, Kulturdenkmale mit Bild mit einem grünen Marker.
- Offizielle Bezeichnung: Bezeichnung des Kulturdenkmales
- Beschreibung: die Beschreibung des Kulturdenkmales
- Bild: ein Bild des Kulturdenkmales

## Bauliche Anlagen
| Objekt-ID      | Lage                                               | Offizielle Bezeichnung              | Beschreibung | Bild                             |
| -------------- | -------------------------------------------------- | ----------------------------------- | --- | -------------------------------- |
| 4761 Wikidata  | Alte Dorfstraße 34 a (54° 21′ 0″ N, 10° 36′ 19″ O) | Landarbeiterkate                    | Alteintragung (Aktualisierung vorgesehen) - Begründung: Alteintragung (Aktualisierung vorgesehen) - Schutzumfang: Alteintragung (Aktualisierung vorgesehen) - Denkmaltyp: Bauliche Anlage | BW                               |
| 23763 Wikidata | Alte Dorfstraße 34 a (54° 21′ 0″ N, 10° 36′ 20″ O) | nördliches Stallgebäude             | Alteintragung (Aktualisierung vorgesehen) - Begründung: Alteintragung (Aktualisierung vorgesehen) - Schutzumfang: Alteintragung (Aktualisierung vorgesehen) - Denkmaltyp: Bauliche Anlage | BW                               |
| 23764 Wikidata | Alte Dorfstraße 34 a (54° 21′ 0″ N, 10° 36′ 20″ O) | südliches Stallgebäude              | Alteintragung (Aktualisierung vorgesehen) - Begründung: Alteintragung (Aktualisierung vorgesehen) - Schutzumfang: Alteintragung (Aktualisierung vorgesehen) - Denkmaltyp: Bauliche Anlage | BW                               |
| 1058 Wikidata  | Gut Waterneverstorf (54° 20′ 4″ N, 10° 36′ 22″ O)  | Herrenhaus                          | Das heutige Herrenhaus geht in seiner Bausubstanz zum Teil noch auf die mittelalterliche Wasserburg zurück. Das Wohn-gebäude der einstmals durch einen Graben geschützten Anlage war als ein für die Region typisches, zweifaches Doppelhaus gestaltet, wie es sich ganz ähnlich auf Gut Wahlstorf erhalten hat. Alteintragung (Aktualisierung vorgesehen) - Begründung: Alteintragung (Aktualisierung vorgesehen) - Schutzumfang: Alteintragung (Aktualisierung vorgesehen) - Denkmaltyp: Bauliche Anlage | weitere Fotos \| Fotos hochladen |
| 1059 Wikidata  | Gut Waterneverstorf (54° 20′ 3″ N, 10° 36′ 28″ O)  | ehem. Baupferdestall                | Der Baupferdestall stammt aus der Zeit des Barocks. Alteintragung (Aktualisierung vorgesehen) - Begründung: Alteintragung (Aktualisierung vorgesehen) - Schutzumfang: Alteintragung (Aktualisierung vorgesehen) - Denkmaltyp: Bauliche Anlage | BW                               |
| 1061 Wikidata  | Gut Waterneverstorf (54° 20′ 4″ N, 10° 36′ 5″ O)   | Ehem. Holländerei                   | Alteintragung (Aktualisierung vorgesehen) - Begründung: Alteintragung (Aktualisierung vorgesehen) - Schutzumfang: Alteintragung (Aktualisierung vorgesehen) - Denkmaltyp: Bauliche Anlage | BW                               |
| 1062 Wikidata  | Gut Waterneverstorf (54° 20′ 4″ N, 10° 36′ 1″ O)   | ehem. Müllerhaus                    | Alteintragung (Aktualisierung vorgesehen) - Begründung: Alteintragung (Aktualisierung vorgesehen) - Schutzumfang: Alteintragung (Aktualisierung vorgesehen) - Denkmaltyp: Bauliche Anlage | BW                               |
| 1063 Wikidata  | Gut Waterneverstorf (54° 20′ 4″ N, 10° 35′ 57″ O)  | Ehem. Haus des Schmiedes            | Alteintragung (Aktualisierung vorgesehen) - Begründung: Alteintragung (Aktualisierung vorgesehen) - Schutzumfang: Alteintragung (Aktualisierung vorgesehen) - Denkmaltyp: Bauliche Anlage | BW                               |
| 1060 Wikidata  | Gut Waterneverstorf (54° 20′ 1″ N, 10° 36′ 16″ O)  | Ehem. Haus des Vogts                | Alteintragung (Aktualisierung vorgesehen) - Begründung: Alteintragung (Aktualisierung vorgesehen) - Schutzumfang: Alteintragung (Aktualisierung vorgesehen) - Denkmaltyp: Bauliche Anlage | BW                               |
| 4785 Wikidata  | Hof Stöfs (54° 19′ 15″ N, 10° 35′ 46″ O)           | Gruft v. Waldersee                  | Alteintragung (Aktualisierung vorgesehen) - Begründung: Alteintragung (Aktualisierung vorgesehen) - Schutzumfang: Alteintragung (Aktualisierung vorgesehen) - Denkmaltyp: Bauliche Anlage | BW                               |
| 4774           | Lindenweg 5 (54° 19′ 1″ N, 10° 36′ 1″ O)           | sog. Lindenberghaus                 | sog. Lindenberghaus; im Kern um 1810; stattlicher, eingeschossiger Backsteinbau in Traufenstellung mit Halbwalmdach und Mittelrisalit, Anbau nach Nordwesten - Begründung: geschichtlich, städtebaulich, Kulturlandschaft prägend - Schutzumfang: gesamtes Objekt - Denkmaltyp: Bauliche Anlage | BW                               |
| 52673          | Lindenweg (54° 18′ 54″ N, 10° 36′ 16″ O)           | Stöfs-Stein                         | Stöfs-Stein; 1868; Granitfindling mit Inschrift, mit zwei Linden - Begründung: geschichtlich, Kulturlandschaft prägend - Schutzumfang: Stöfs-Stein, zwei Linden - Denkmaltyp: Bauliche Anlage | BW                               |
| 4776 Wikidata  | Neuland (54° 21′ 38″ N, 10° 36′ 3″ O)              | Leuchtturm „Neuland“ mit Wärterhaus | Das Feuer auf dem historischen Leuchtturm von Neuland zeigt die Sperrzeiten für die Schießübungsgebiete Putlos und Todendorf an, wie dies auch die neu erbauten Signalstellen Heidkate, Hubertsberg, Neuland, Wessek, Blankeck und Heiligenhafen tun, bei Bedarf auch nachts. Alteintragung (Aktualisierung vorgesehen) - Begründung: Alteintragung (Aktualisierung vorgesehen) - Schutzumfang: Alteintragung (Aktualisierung vorgesehen) - Denkmaltyp: Bauliche Anlage                                    | weitere Fotos \| Fotos hochladen |
| 53012          | Neuland (54° 21′ 38″ N, 10° 36′ 5″ O)              | Wärterwohnhaus                      | Alteintragung (Aktualisierung vorgesehen) - Begründung: geschichtlich, Kulturlandschaft prägend - Schutzumfang: Alteintragung (Aktualisierung vorgesehen) - Denkmaltyp: Bauliche Anlage | BW                               |
| 4769           | Seekamp 6 (54° 20′ 22″ N, 10° 37′ 10″ O)           | Wohn- und Wirtschaftsgebäude        | Wohn- und Wirtschaftsgebäude; 1859; eingeschossiges Hallenhaus aus Backstein mit reetgedecktem Satteldach, Ecklisenen und Dachgesimse geweißt - Begründung: geschichtlich, Kulturlandschaft prägend - Schutzumfang: gesamtes Objekt - Denkmaltyp: Bauliche Anlage | BW                               |
| 4764           | Seekamp 11 a-b (54° 20′ 32″ N, 10° 36′ 13″ O)      | Doppelkate                          | Doppelkate; Anfang 19. Jh.; eingeschossiger traufständiger Fachwerkbau mit reetgedecktem Walmdach, rückwärtig massive Außenwände, zwei hofbildende Stallgebäude - Begründung: geschichtlich, Kulturlandschaft prägend - Schutzumfang: Doppelkate, östliches Stallgebäude (Seekamp 11a), westliches Stallgebäude (Seekamp 11b) - Denkmaltyp: Bauliche Anlage | BW                               |
| 1064 Wikidata  | Seekamp 16 (54° 20′ 32″ N, 10° 35′ 26″ O)          | Alte Schule Deichkamp               | Alteintragung (Aktualisierung vorgesehen) - Begründung: Alteintragung (Aktualisierung vorgesehen) - Schutzumfang: Alteintragung (Aktualisierung vorgesehen) - Denkmaltyp: Bauliche Anlage | Fotos hochladen                  |

## Gründenkmale
| Objekt-ID      | Lage                                               | Offizielle Bezeichnung       | Beschreibung | Bild            |
| -------------- | -------------------------------------------------- | ---------------------------- | --- | --------------- |
| 9362 Wikidata  | Gut Waterneverstorf (54° 20′ 11″ N, 10° 36′ 15″ O) | Gutspark                     | Alteintragung (Aktualisierung vorgesehen) Begründung: geschichtlich, künstlerisch - Schutzumfang: Gutspark, Statuen im Gutspark, Gartenrandallee (Linden), - Gartenallee in Mittelachse (Linden) - Denkmaltyp: Gründenkmal | Fotos hochladen |
| 9410 Wikidata  | Hof Stöfs (54° 19′ 16″ N, 10° 35′ 46″ O)           | Gutsfriedhof Waterneverstorf | Alteintragung (Aktualisierung vorgesehen) - Begründung: geschichtlich, künstlerisch, Kulturlandschaft prägend - Schutzumfang: gesamtes Objekt - Denkmaltyp: Gründenkmal                                                    | BW              |
| 22278 Wikidata | Tiergarten (54° 19′ 51″ N, 10° 36′ 35″ O)          | Tiergartenallee (Linden)     | Alteintragung (Aktualisierung vorgesehen) - Begründung: geschichtlich, künstlerisch - Schutzumfang: gesamtes Objekt - Denkmaltyp: Gründenkmal                                                                              | BW              |

## Quelle
- Liste der Kulturdenkmale in Schleswig-Holstein – Kreis Plön (PDF)

- Karte mit allen Koordinaten:
- OSM |
- WikiMap